# Rhopalopilia altescandens
Rhopalopilia altescandens là một loài thực vật có hoa trong họ Opiliaceae. Loài này được Mildbr. ex Sleum. miêu tả khoa học đầu tiên năm 1934.